# Stephania yunnanensis
Stephania yunnanensis är en tvåhjärtbladig växtart som beskrevs av Hsien Shui Lo. Stephania yunnanensis ingår i släktet Stephania och familjen Menispermaceae. Utöver nominatformen finns också underarten S. y. trichocalyx.